# Rajendranagar
Rajendranagar é uma cidade e um município no distrito de Rangareddi, no estado indiano de Andhra Pradesh.

## Demografia
Segundo o censo de 2001, Rajendranagar tinha uma população de 143 184 habitantes. Os indivíduos do sexo masculino constituem 52% da população e os do sexo feminino 48%. Rajendranagar tem uma taxa de literacia de 55%, inferior à média nacional de 59,5%: a literacia no sexo masculino é de 62% e no sexo feminino é de 48%. Em Rajendranagar, 15% da população está abaixo dos 6 anos de idade.